# Labeonema
Labeonema ist eine Gattung der Spulwürmer mit sechs Arten, die als Parasiten bei Fischen auftreten.

## Merkmale
Labeonema sind Atractinae, bei denen der hintere Zweig des Geschlechtsapparates der Weibchen in ein Reservoir für Larven umgebildet ist und weder Ovar noch Oviduct aufweist.

## Systematik
Zur Gattung gehören folgende Arten:
- Labeonema africanum Moravec & Van-As, 2004
- Labeonema bainae Baker, 1982
- Labeonema bakeri Van Waerebeke, 1988
- Labeonema intermedia Puylaert, 1970
- Labeonema longispiculatum Moravec & Jirku, 2017
- Labeonema synodontisi (Vassiliadès, 1973)[4]

Untersuchungen aus dem Jahr 2024 legen nahe, dass Labeonema eng mit Schrankiana und Raillietnema verwandt ist und damit eher zur Familie Cosmocercidae gehört.